# 库布兰克
库布兰克（德語：Kublank）是德国梅克伦堡-前波美拉尼亚州的市镇，隶属于梅克伦堡湖区县。总面积为13.49平方千米，截至2023年12月31日总人口为157人。